# Variété
Variété is een vorm van theater met amusante voordracht, zang en dans, alsook gevarieerde optredens van artiesten als acrobaten, goochelaars, hypnotiseurs, gedachtelezers, enzovoorts.
Het variété ontwikkelde zich in de tweede helft van de 19e eeuw van kroegvermaak tot een respectabele vorm van amusement, geschikt voor het hele gezin. Het hield in die tijd het midden tussen circus en revue. In Engeland en de Verenigde Staten stond deze theatervorm bekend als music(-)hall, in Frankrijk als vaudeville. In de hoogtijdagen van het variété werden in veel steden speciale variététheaters gebouwd. Begin 20e eeuw werd deze vorm van amusement gaandeweg verdrongen door de bioscoop.
Het Nederlandse variététheater van de jaren 1950 was meer bescheiden van opzet, de nadruk lag op humoristische sketches en zang. Variétéavonden werden georganiseerd door theaterbureaus, die een programma samenstelden en de beschikbare artiesten contracteerden. Aan de basis van de bonte avond stonden een conferencier, die het geheel presenteerde, en een pianist voor de begeleiding. Het programma kon verder worden ingevuld met optredens van een zanger, een goochelaar, een kunstfluiter, een instrumentale solist of andere kleinkunstenaars.
Variétévoorstellingen werden in die tijd door heel Nederland gehouden. De artiesten, die nog niet over eigen vervoer beschikten, reisden vele uren per dag naar hun optredens. Van hen werd een groot improvisatievermogen verlangd, omdat ze werkten in steeds wisselende combinaties. Bekende variétéartiesten uit die tijd waren Gerard Walden (conferencier), Annie de Reuver (zangeres) en The Three Jacksons (accordeontrio). De verbreiding van de televisie maakte ook aan deze vorm van variété een einde. 
Door de opkomst van de televisie verdwenen heel wat plaatselijke variététheaters.